# Oxylides feminia
Oxylides feminia är en fjärilsart som beskrevs av Sharpe 1904. Oxylides feminia ingår i släktet Oxylides och familjen juvelvingar. Inga underarter finns listade i Catalogue of Life.